# 大黄
大黄是多種蓼科大黃屬的多年生草本植物的合稱。取决于上下文，简单叫做大黄的植物可能是：
- 食用大黄，共三种。欧洲吃叶柄。
- 药用大黄，共三种。中医用根和根茎。古西医也有使用，但对物种区分不甚详尽。